# Taitō
Taitō-ku (japanska: 台東区, Taitō-ku) är en stadsdelskommun i Tokyo som bland annat är känd för Asakusadistriktet med Sensojitemplet, ett av Tokyos stora turistmål. Här ligger också Yoshiwaradistriktet och Uenodistriktet med Uenoparken.